# Ovidiu Ioanițoaia
Traian Ovidiu Ioanițoaia (n. 1 martie 1945, Periș, Ilfov, România) este un ziarist sportiv român. La numai un an de la nașterea sa, părinții săi s-au mutat în Giurgiu, unde a copilărit.
Ovidiu Ioanițoaia a studiat la liceul „Ion Maiorescu” din Giurgiu, după care a urmat cursurile „Institutului de Limbi Străine” din București, unde a învățat engleza, franceza, italiana și polona, astăzi fiind un bun vorbitor al acestor patru limbi de circulație.
El a început în 1968 colaborarea cu ziarul Sportul, în prezent Gazeta Sporturilor. Ovidiu Ioanițoaia a lucrat 14 ani la revista Flacăra, împreună cu Adrian Păunescu.
În 1991 a fondat și condus ziarul Sportul Românesc. În 1997 l-a părăsit pentru a crea un nou ziar, Pro Sport. Într-o mișcare surpriză, a părăsit acest ziar împreună cu majoritatea echipei redacționale, trecând la ziarul rival, Gazeta Sporturilor, al cărui director a devenit.
Ovidiu Ioanițoaia este căsătorit și are o fiică, Iulia, care a studiat jurnalistica și acum lucrează la TVR 2.
A publicat șase cărți cu interviuri și reportaje:
Nimeni nu are nimic de ascuns, Bărbați cu obiceiuri de eroi, Întâmplări din realitatea imediată
Începând din 5 martie 1995 a realizat la Pro Tv "Procesul Etapei", o emisiune sportivă în direct cu cea mai mare audiență din Romania și, mai apoi, "Recursul etapei" la Antena 1. De 10 ani realizează emisiunea Tribuna zero la Radio Europa FM.
Din 2003 este cetățean de onoare al orașului Giurgiu.